# Allium schachimardanicum
Allium schachimardanicum är en amaryllisväxtart som beskrevs av Aleksei Ivanovich Vvedensky. Allium schachimardanicum ingår i släktet lökar, och familjen amaryllisväxter. Inga underarter finns listade i Catalogue of Life.